# Premi César 2007

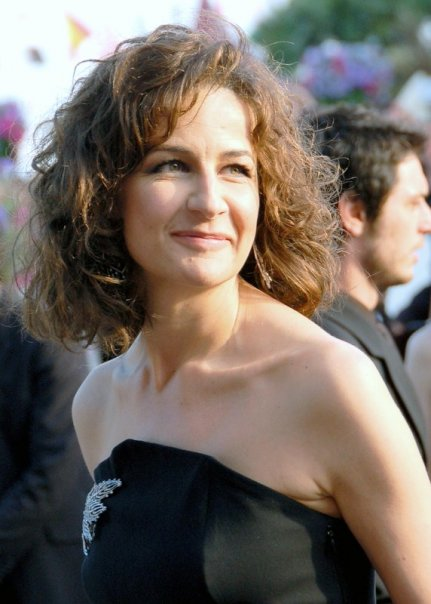
Valérie Lemercier presentatrice della cerimonia

La cerimonia di premiazione della 32ª edizione dei Premi César si è svolta il 24 febbraio 2007 al Théâtre du Châtelet di Parigi. È stata presieduta da Claude Brasseur e presentata da Valérie Lemercier. È stata trasmessa da Canal+.
I film che hanno ottenuto il maggior numero di candidature (nove) sono stati Lady Chatterley di Pascal Ferran, Days of Glory (Indigènes) di Rachid Bouchareb e Non dirlo a nessuno (Ne le dis à personne) di Guillaume Canet, mentre il film che ha vinto il maggior numero di premi (cinque) è stato Lady Chatterley.

## Vincitori e candidati
I vincitori sono indicati in grassetto, a seguire gli altri candidati.

### Miglior film
- Lady Chatterley, regia di Pascal Ferran
- Days of Glory (Indigènes), regia di Rachid Bouchareb
- Je vais bien ne t'en fais pas, regia di Philippe Lioret
- Non dirlo a nessuno (Ne le dis à personne), regia di Guillaume Canet
- A modo mio (Quand j'étais chanteur), regia di Xavier Giannoli

### Miglior regista
- Guillaume Canet - Non dirlo a nessuno (Ne le dis à personne)
- Rachid Bouchareb - Days of Glory (Indigènes)
- Pascale Ferran - Lady Chatterley
- Philippe Lioret - Je vais bien ne t'en fais pas
- Alain Resnais - Cuori (Cœurs)

### Miglior attore
- François Cluzet - Non dirlo a nessuno (Ne le dis à personne)
- Michel Blanc - Je vous trouve très beau
- Alain Chabat - Prestami la tua mano (Prête-moi ta main)
- Gérard Depardieu - A modo mio (Quand j'étais chanteur)
- Jean Dujardin - Agente speciale 117 al servizio della Repubblica - Missione Cairo (OSS 117: Le Caire, nid d'espions)

### Miglior attrice
- Marina Hands - Lady Chatterley
- Cécile De France - Un po' per caso, un po' per desiderio (Fauteuils d'orchestre)
- Cécile De France - A modo mio (Quand j'étais chanteur)
- Catherine Frot - La voltapagine (La Tourneuse de pages)
- Charlotte Gainsbourg - Prestami la tua mano (Prête-moi ta main)

### Migliore attore non protagonista
- Kad Merad - Je vais bien ne t'en fais pas
- Dany Boon - Una top model nel mio letto (La Doublure)
- François Cluzet - Hotel a cinque stelle (Quatre étoiles)
- André Dussollier - Non dirlo a nessuno (Ne le dis à personne)
- Guy Marchand - Dans Paris

### Migliore attrice non protagonista
- Valérie Lemercier - Un po' per caso, un po' per desiderio (Fauteuils d'orchestre)
- Christine Citti - A modo mio (Quand j'étais chanteur)
- Dani - Un po' per caso, un po' per desiderio (Fauteuils d'orchestre)
- Mylène Demongeot - La Californie
- Bernadette Lafont - Prestami la tua mano (Prête-moi ta main)

### Migliore promessa maschile
- Malik Zidi - Les Amitiés maléfiques
- George Babluani - 13 Tzameti
- Radivoje Bukvić - La Californie
- Arié Elmaleh - L'École pour tous
- Vincent Rottiers - Le Passager
- James Thiérrée - Désaccord parfait

### Migliore promessa femminile
- Mélanie Laurent - Je vais bien ne t'en fais pas
- Déborah François - La voltapagine (La Tourneuse de pages)
- Marina Hands - Lady Chatterley
- Maïwenn Le Besco - Pardonnez-moi
- Aïssa Maïga - Bamako

### Migliore sceneggiatura originale
- Olivier Lorelle e Rachid Bouchareb - Days of Glory (Indigènes)
- Xavier Giannoli - A modo mio (Quand j'étais chanteur)
- Isabelle Mergault - Je vous trouve très beau
- Danièle Thompson e Christopher Thompson - Un po' per caso, un po' per desiderio (Fauteuils d'orchestre)
- Laurent Tuel e Christophe Turpin - Jean-Philippe

### Migliore adattamento
- Pascale Ferran, Roger Bohbot e Pierre Trividic - Lady Chatterley
- Guillaume Canet e Philippe Lefebvre - Non dirlo a nessuno (Ne le dis à personne)
- Jean-François Halin e Michel Hazanavicius - Agente speciale 117 al servizio della Repubblica - Missione Cairo (OSS 117: Le Caire, nid d'espions)
- Philippe Lioret e Olivier Adam - Je vais bien ne t'en fais pas
- Jean-Michel Ribes - Cuori (Cœurs)

### Migliore fotografia
- Julien Hirsch - Lady Chatterley
- Patrick Blossier - Days of Glory (Indigènes)
- Éric Gautier - Cuori (Cœurs)
- Christophe Offenstein - Non dirlo a nessuno (Ne le dis à personne)
- Guillaume Schiffman - Agente speciale 117 al servizio della Repubblica - Missione Cairo (OSS 117: Le Caire, nid d'espions)

### Miglior montaggio
- Hervé de Luze - Non dirlo a nessuno (Ne le dis à personne)
- Hervé de Luze - Cuori (Cœurs)
- Martine Giordano - Quand j'étais chanteur
- Yannick Kergoat - Days of Glory (Indigènes)
- Sylvie Landra - Un po' per caso, un po' per desiderio (Fauteuils d'orchestre)

### Migliore scenografia
- Maamar Ech-Cheikh - Agente speciale 117 al servizio della Repubblica - Missione Cairo (OSS 117: Le Caire, nid d'espions)
- Dominique Douret - Days of Glory (Indigènes)
- François-Renaud Labarthe - Lady Chatterley
- Jean-Luc Raoul - Triplice inganno (Les Brigades du Tigre)
- Jacques Saulnier - Cuori (Cœurs)

### Migliori costumi
- Marie-Claude Altot - Lady Chatterley
- Jackie Budin - Cuori (Cœurs)
- Charlotte David - Agente speciale 117 al servizio della Repubblica - Missione Cairo (OSS 117: Le Caire, nid d'espions)
- Pierre-Jean Larroque - Triplice inganno (Les Brigades du Tigre)
- Michèle Richer - Days of Glory (Indigènes)

### Migliore musica
- Mathieu Chedid - Non dirlo a nessuno (Ne le dis à personne)
- Armand Amar - Days of Glory (Indigènes)
- Jérôme Lemonnier - La voltapagine (La Tourneuse de pages)
- Mark Snow - Cuori (Cœurs)
- Gabriel Yared - Azur e Asmar (Azur et Asmar)

### Miglior sonoro
- François Musy e Gabriel Hafner - A modo mio (Quand j'étais chanteur)
- Jean-Marie Blondel, Thomas Desjonquères e Gérard Lamps - Cuori (Cœurs)
- Jean-Jacques Ferran, Nicolas Moreau e Jean-Pierre Laforce - Lady Chatterley
- Pierre Gamet, Jean Goudier e Gérard Lamps - Non dirlo a nessuno (Ne le dis à personne)
- Olivier Hespel, Olivier Walczak, Franck Rubio e Thomas Gauder - Days of Glory (Indigènes)

### Miglior film straniero
- Little Miss Sunshine, regia di Jonathan Dayton e Valerie Faris
- Babel, regia di Alejandro González Iñárritu
- The Queen - La regina (The Queen), regia di Stephen Frears
- I segreti di Brokeback Mountain (Brokeback Mountain), regia di Ang Lee
- Volver, regia di Pedro Almodóvar

### Migliore opera prima
- Je vous trouve très beau, regia di Isabelle Mergault
- Les Fragments d'Antonin, regia di Gabriel Le Bomin
- Mauvaise foi, regia di Roschdy Zem
- Pardonnez-moi, regia di Maïwenn Le Besco
- 13 Tzameti, regia di Géla Babluani

### Miglior documentario
- Dans la peau de Jacques Chirac, regia di Karl Zero e Michel Royer
- La Fille du juge, regia di William Karel
- Ici Najac, à vous la terre, regia di Jean-Henri Meunier
- Là-bas, regia di Chantal Akerman
- Zidane - Un ritratto del XXI secolo (Zidane, un portrait du 21e siècle), regia di Philippe Parreno e Douglas Gordon

### Miglior cortometraggio
- Fais de beaux rêves, regia di Marilyne Canto
- Bonbon au poivre, regia di Marc Fitoussi
- La Leçon de guitare, regia di Martin Rit
- Le Mammouth Pobalski, regia di Jacques Mitsch
- Les Volets, regia di Lyèce Boukhitine

### Premio César onorario
- Marlène Jobert
- Jude Law